# Bayerisches Staatsministerium für Sonderaufgaben
Das Bayerische Staatsministerium für Sonderaufgaben bestand von 1945 bis 1950 und hatte die Aufgabe, Richtlinien für die Entnazifizierung in Bayern zu erarbeiten sowie die praktische Durchführung des Gesetzes zur Befreiung von Nationalsozialismus und Militarismus mit Hilfe von Spruchkammern zu organisieren. Vergleichbare Ministerien existierten auch in Hessen und Württemberg-Baden.

## Geschichte

### Die Anfänge bis zur Unterzeichnung des Befreiungsgesetzes

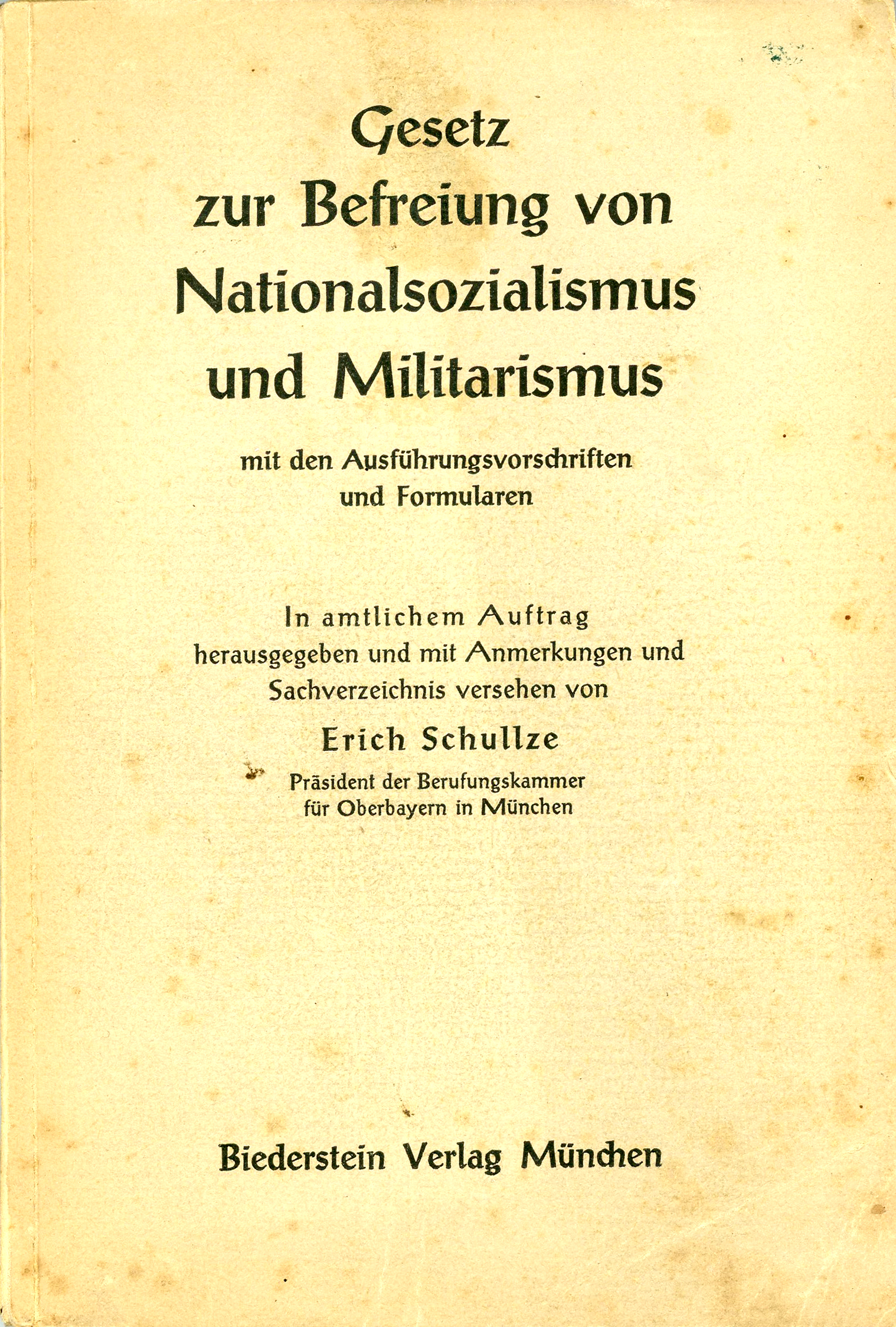
Befreiungsgesetz

Die Durchführung der Entnazifizierung in der amerikanischen Besatzungszone war ursprünglich Aufgabe der US-Militärregierung. Sie sollte nach den Vorstellungen von Militärgouverneur Lucius D. Clay jedoch bald in die Hände deutscher Behörden übergehen. Nachdem der erste bayerische Ministerpräsident der Nachkriegszeit, Fritz Schäffer, am 28. September 1945 entlassen worden war, berief sein Nachfolger Wilhelm Hoegner den Kommunisten Heinrich Schmitt zunächst als Minister ohne Portefeuille in sein neu gebildetes Kabinett. Hoegner beauftragte Schmitt, einheitliche Richtlinien zur Entnazifizierung zu erarbeiten, die dieser bereits im November vorlegte. Ein Kabinettsausschuss sah Schmitts Entwurf jedoch als zu streng und zu weitreichend an, so dass die Vorlage der bayerischen Staatsregierung wesentlich entschärfter ausfiel. Am 5. März 1946 unterzeichneten die Ministerpräsidenten der drei Länder der amerikanischen Zone im Rathaussaal München schließlich das „Gesetz Nr. 104 zur Befreiung von Nationalsozialismus und Militarismus“, auch Befreiungsgesetz genannt.

### Das Ministerium zwischen März 1946 und Juli 1949
Da Minister Schmitt sich bei der Entnazifizierung ganz überwiegend auf seine kommunistischen Parteigenossen stützte, kam es zu Konflikten mit Hoegner und der Militärregierung. Die letzteren beiden wollten zudem erst die Hauptschuldigen aburteilen, wohingegen Schmitt zuerst die zahlenmäßig überwiegenden Fälle der Minderbelasteten und Mitläufer erledigen wollte. Hoegner wollte das Amt des Ministers letztendlich der CSU überlassen; Schmitt sollte sich mit einem Posten als Staatssekretär begnügen. Schmitt lehnte dies jedoch ab und trat am 1. Juli 1946 zurück. Seine Nachfolge trat Anton Pfeiffer von der CSU an.
Eine stichprobenartige Prüfung ergab, dass etwa 60 % der Spruchkammerbescheide, die unter Minister Schmitt ergangen waren, nicht haltbar waren. Pfeiffer ließ daraufhin vom 12. bis zum 21. August 1946 den Betrieb der Spruchkammern unterbrechen und die bisherigen Urteile überprüfen. Etwa 10.000 davon wurden aufgehoben. Außerdem ließ Pfeiffer etwa 900 der insgesamt 1200 KPD-Mitglieder aus den Spruchkammern entfernen.
Ende November 1946 waren im Ministerium selbst 191 Personen beschäftigt. Insgesamt unterstanden ihm aber etwa 15.000 Personen, darunter alleine zwischen 3000 und 4000 Mann Wachpersonal in den Internierungs- und Arbeitslagern.
Obwohl die Spruchkammern und das Ministerium nicht unabhängig waren, sondern von den Amerikanern kontrolliert wurden, waren diese mit dem Verlauf der Entnazifizierung unzufrieden. Nach ihrer Ansicht fielen viele Einstufungen zu milde aus. Pfeiffer bot daraufhin seinen Rücktritt an, der von Hoegner aber nicht angenommen wurde. Allerdings stand aufgrund der bevorstehenden Landtagswahl sowieso eine Neubildung der Regierung an.
Bei der Bildung des neuen Kabinetts unter Ministerpräsident Hans Ehard wurde der Vorsitzende der Wirtschaftlichen Aufbau-Vereinigung (WAV), Alfred Loritz, am 12. Dezember 1946 zum Minister für Sonderaufgaben ernannt.
Schon bald kam es zu Konflikten. Loritz entließ mehrere Mitarbeiter wegen angeblicher Korruption und beschnitt die Befugnisse einiger weiterer, die daraufhin ihren Rücktritt erklärten, darunter Generalkläger Thomas Dehler. Die Funktionsfähigkeit des Ministeriums litt zunehmend. Angehörige der WAV nahmen vermehrt Einfluss in die Dienstgeschäfte. Da Loritz keine zusätzlichen Polizeikräfte für die Bewachung der Internierungslager zugeteilt bekam, ließ er einen privaten Wachdienst aufstellen, der ihm persönlich unterstand und überwiegend aus Mitgliedern der WAV bestand. Dies rief nach Bekanntwerden das Missfallen der Militärregierung hervor, die eine sofortige Auflösung dieses „Kontrolldienstes“ verlangte und die in ihm „viele Merkmale einer geheimen politischen Polizei“ sah.
Schließlich stimmte der Landtag am 24. Juni 1947 der Entlassung von Loritz mit großer Mehrheit zu. Ehard ernannte seinen Stellvertreter, den vorherigen Ministerpräsidenten und jetzigen Justizminister Wilhelm Hoegner, zu Loritz' Nachfolger. Hoegner wiederum übertrug die Geschäftsführung seinem Staatssekretär Ludwig Hagenauer (CSU), der am 15. Juli 1947 zum Minister ernannt wurde. Er hatte das Amt bis zu seinem Tod am 20. Juli 1949 inne, also auch noch im Kabinett Ehard II.

### Weiterführung des Geschäftsbereichs bis 1960
Nach dem Tod Hagenauers im Juli 1949 wurde kein neuer Minister für Sonderaufgaben mehr bestellt. Die Aufgaben wurden zunächst von Hans Ehard in seiner Eigenschaft als Finanzminister übernommen. In der Praxis leitete jedoch der vorherige Staatssekretär Camille Sachs das Ressort. Am 8. März 1950 beschloss der Landtag einstimmig, das Ministerium für Sonderaufgaben nun auch formell aufzulösen und die weitere Entnazifizierung unter der Amtsbezeichnung „Minister für politische Befreiung“ dem Finanzministerium zu übertragen. Da Sachs zum Jahresende 1951 in Ruhestand ging, wurden die Aufgaben ab November 1951 an das Justizministerium unter Josef Müller übertragen. Formell aufgelöst wurde das Amt des Befreiungsministers erst durch das dritte Gesetz zum Abschluss der politischen Befreiung vom 17. Dezember 1959. Zum 1. Januar 1960 stellte danach die letzte noch verbliebene Berufungskammer in München ihre Tätigkeit ein.
Die Akten des Ministeriums befinden sich heute im Bayerischen Hauptstaatsarchiv in München.

## Minister
- Heinrich Schmitt (Oktober 1945 – Juli 1946)
- Anton Pfeiffer (Juli 1946 – Dezember 1946)
- Alfred Loritz (Dezember 1946 – Juni 1947)
- Wilhelm Hoegner (Juni 1947 – Juli 1947)
- Ludwig Hagenauer (Juli 1947 – Juli 1949)
- Camille Sachs (geschäftsführend, Juli 1949 – November 1949)

## Zugehörige Stellen
Dem Staatsministerium für Sonderaufgaben waren mehrere Behörden zugeordnet, die das Ministerium bei der Durchführung seiner Aufgaben unterstützten:

### Spruch- und Berufungskammern
Ende Juni 1946 bestanden nach Angaben von Minister Heinrich Schmitt in Bayern 136 Spruchkammern, die jedoch überwiegend noch nicht arbeitsfähig waren. Im November 1946 waren 201 Spruchkammern mit 357 Vorsitzenden, 358 Klägern und 3.307 Beisitzern tätig. Bei den Internierungs- und Arbeitslagern gab es spezielle Lagerspruchkammern. Unter Minister Pfeiffer wurden in den jeweiligen Regierungsbezirken zusätzlich Berufungskammern eingerichtet, die gleichzeitig Dienstaufsichtsbehörden der Spruchkammern waren.
Ende Oktober 1948 waren 164 der Spruchkammern schon wieder aufgelöst. Die restlichen waren in Hauptkammern zusammengefasst worden, von denen es Anfang 1949 noch elf gab.
Ab dem 1. September 1949 existierten nur noch in München und in Nürnberg je eine Haupt- und eine Berufungskammer, ab August 1954 nur noch in München. Beide stellten ihre Arbeit zu Jahresbeginn 1960 ein. Die Berufungskammer war zu diesem Zeitpunkt aber schon nicht mehr durchgehend besetzt.

### Kassationshof
Im September 1946 wurde ein Kassationshof eingerichtet, der rechtskräftige Entscheidungen der Spruchkammern aufheben und ggf. neue Verfahren anordnen konnte (Kassatorische Entscheidung). Präsident des Kassationshofes wurde Reichsgerichtsrat Gottlieb Full. Der Kassationshof bestand bis 1951; letzter Leiter war Johann Knör.

### Generalkläger
Bei jeder Spruchkammer gab es öffentliche Kläger, die im Gegensatz zu den Vorsitzenden und Beisitzern nicht unabhängig waren, sondern vorgesetzten Stellen unterstanden. Beim Kassationshof war ein Generalkläger bestellt, der nicht nur Anträge an den Kassationshof stellen konnte, sondern der auch die Aufsicht über die Kläger bei den Spruchkammern führte. Zu seinen Aufgaben zählte außerdem die Kontrolle der Internierungslager. Den Posten des Generalklägers hatte vom 1. September 1946 bis zu seinem Rücktritt am 5. Januar 1947 Thomas Dehler inne, der Landesvorsitzende der FDP. Die Stelle wurde erst am 1. Januar 1948 wieder besetzt, und zwar mit dem früheren Oberstaatsanwalt am Landgericht München I, Wilhelm Braun, der das Amt bis zum 1. Januar 1951 bekleidete.

### Die Verwaltung der Arbeits- und Internierungslager
Die US-amerikanische Militärregierung hatte bereits 1945 Internierungslager eingerichtet, um dort die im Rahmen des Automatischen Arrests festgenommenen Personen unterzubringen. Es handelte sich dabei um ehemalige Kriegsgefangenen- und Zwangsarbeitslager aus der NS-Zeit. Im Herbst 1946 ging die Verantwortung für diese Lager in die Hände des Ministeriums für Sonderaufgaben über. Von November 1946 bis April 1947 lag die Anzahl der Häftlinge annähernd konstant bei etwa 24.000. Zunehmend dienten die Lager, neben der automatischen Internierung, auch zum Vollzug der verhängten Sühnemaßnahmen. Die meisten Lager wurden bis zum Herbst 1948 aufgelöst.